# Samuel Slovák
Samuel Slovak (Nitra, 17 d'octubre de 1970) és un exfutbolista i entrenador de futbol eslovac, que ocupava la posició de migcampista atacant.
La major part de la carrera de Slovak ha transcorregut entre l'Slovan Bratislava i el CD Tenerife. A més a més, ha militat a l'Slovan Liberec txec i al Nuremberg, de la Bundesliga. Ha guanyat la lliga eslovaca de 1995 i 1996, i la Copa de 1997. A més a més, ha estat 19 vegades internacional amb la selecció del seu país.